# Leopold Agar-Ellis (5e vicomte Clifden)
Leopold George Frederick Agar-Ellis, 5e vicomte de Clifden (13 mai 1829 - 10 septembre 1899) est un homme politique, avocat et pair britannique.

## Biographie

### Vie privée
Il est le deuxième fils de George Agar-Ellis, 1er baron Dover, fils aîné de Henry Ellis, 2e vicomte Clifden. Sa mère est Georgiana, fille de George Howard, 6e comte de Carlisle.
Il fait ses études au Trinity College, Cambridge, et est appelé au barreau à Inner Temple, en 1854.

### Vie publique
Entre 1855 et 1858 et 1859 et 1864, Léopold Clifden sert d'aide de camp au Lord lieutenant d'Irlande, son oncle George Howard, 6e comte de Carlisle.
Il siège comme député du comté de Kilkenny de 1857 à 1874. En 1895, il succède à son neveu en tant que cinquième vicomte Clifden et quatrième baron Dover et entre à la Chambre des lords.
La baronnie Dover s'éteint à sa mort. La vicomté de Clifden et la baronnie de Mendip sont transmises à son cousin, Thomas Agar-Robartes, 6e vicomte Clifden.

## Famille
Il épouse, le 8 février 1864, Harriet Stonor (1836-1914), fille de Thomas Stonor, 3e baron Camoys et de Frances Towneley. Ils ont deux enfants.
- Evelyn Mary Agar-Ellis (? - 8 juin 1952) épouse Edward Henry Vanden-Bempde-Johnston (27 novembre 1854 - 29 avril 1903), dont descendance ;
- Harriet Georgiana Lucia Agar-Ellis (? - 4 juillet 1928) épouse Thomas Granville Knox (22 décembre 1868 - 15 janvier 1947), dont descendance ;
- Caroline Agar-Ellis (? - 28 janvier 1891) épouse James Farish Malcolm Fawcett (? - ?), dont descendance ;
- George Robert Agar-Ellis (8 novembre 1864 - 30 mars 1882), célibataire, sans enfants.

## Distinctions

### Décorations britanniques
- Médaille du jubilé d'or de Victoria (21 juin 1887)
- Médaille du jubilé de diamant de Victoria (20 juin 1897)